# Svendborgsund
Der Svendborgsund ist ein Seitenarm des Großen Beltes, der sich zwischen den dänischen Inseln Fünen und Thurø einerseits und Tåsinge andererseits vom Belt aus erst nördlich in Richtung Svendborg und dann westlich an der Südküste Fünens entlang in die Dänische Südsee erstreckt. Im Svendborgsund liegen die Inseln Kidholm und Iholm. Am Sund liegen die Städte Svendborg auf Fünen, Thurø By auf Thurø, sowie Vindeby und Troense auf Tåsinge.
Östlich von Svendborg vereinigt sich der Svendborgsund mit dem Skårupøre Sund, der Thurø von Fünen trennt. Westlich von Svendbord wird der Sund durch die Svendborgsundbroen überspannt, die Fünen  mit Tåsinge verbindet und von dort weiter über den Siødæmningen und die Langelandsbroen mit der Insel Langeland.